# Castillo de Ortenburg

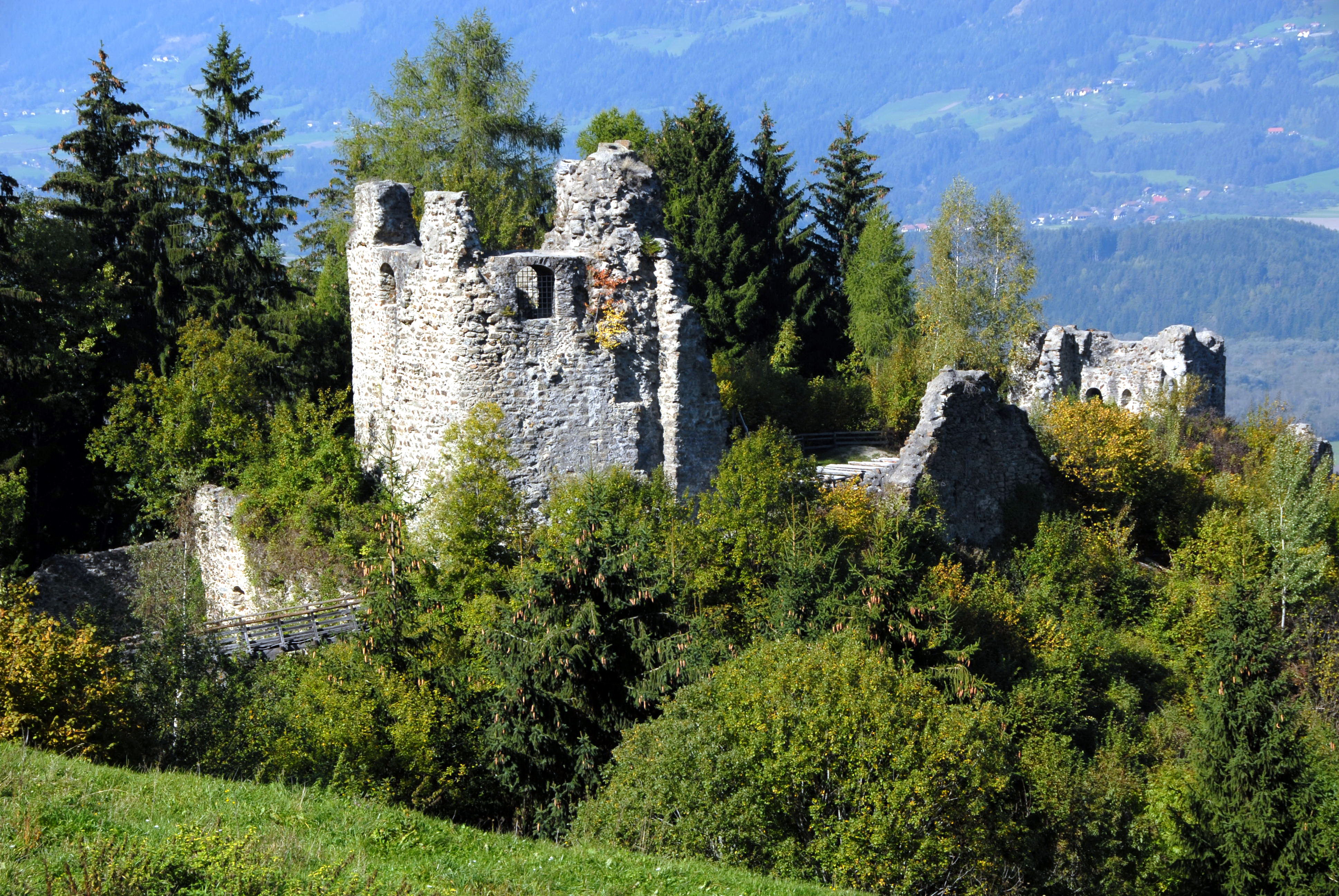
Ruinas del castillo de Ortenburg, construido en el.

El castillo de Ortenburg fue propiedad y erigido en el siglo XI por los antepasados de los condes de Ortenburg que habían formado parte del principado-obispado de Freising (Frisinga). Las ruinas de este castillo medieval se encuentran en Baldramsdorf, en Carintia, en el sur de Austria, muy cerca de los Alpes orientales.
Semidestruido por el terremoto de Friuli en 1348, la importancia del castillo disminuyó después de la extinción de la familia de los Ortenburg el año de 1418. La propiedad fue heredada por el conde Armando II de Celje y en 1456 fue finalmente confiscada por orden imperial de la Casa de los Habsburgo. En 1524 el título condal fue transferido a Gabriel von Salamanca, quien estableció su residencia en el castillo de Porcia construido en la población cercana de Spittal an der Drau.